# Loose Ends (ER)
Loose Ends is de twintigste aflevering van het zesde seizoen van de televisieserie ER, die voor het eerst werd uitgezonden op 4 mei 2000.

## Verhaal
Dr. Malucci ontdekt dat een slachtoffer van een ongeluk zijn dochter seksueel misbruikt. 
Hathaway is jarig en krijgt een cadeau van dr. Ross uit Seattle. Zij wordt nu verder in verdeeldheid gebracht, moet zij blijven of moet zij naar Seattle verhuizen?
Dr. Kovac krijgt een conflict met dr. Benton, hij zou volgens dr. Benton een slechte nazorg leveren aan zijn patiënten. Ondertussen probeert hij Hathaway het hof te maken, hij merkt wel dat zij nog in dubio staat.
Dr. Carter begraaft zichzelf onder werk om zo zijn gedachten bezig te houden, hij gaat zover hierin dat hij teruggefloten wordt door dr. Weaver.
Dr. Jing-Mei heeft een baby onder behandeling met een zeldzame ziekte. Deze ziekte wordt niet getest na de geboorte, zij wil nu dat dr. Romano deze ziekte opneemt bij de genetische test. Hij weigert dit en door chantage lukt het haar om hem wel zover te krijgen.
Dr. Corday heeft een meisje onder behandeling die zich uithongert door anorexia, zij neemt drastische maatregelen om haar toch aan het eten te krijgen. 
David, de vader van dr. Greene, is stervende en op zijn sterfbed geeft hij dr. Corday een parelketting die nog van zijn moeder is geweest. Hij vertelt zijn zoon dat hij trots op hem is en dr. Greene vertelt hem dat hij van hem houdt. Dan gebeurt het onvermijdelijke, David sterft in zijn bed. 

## Rolverdeling

### Hoofdrollen
- Anthony Edwards - Dr. Mark Greene
- John Cullum - David Greene
- Noah Wyle - Dr. John Carter
- Frances Sternhagen - Millicent Carter
- Laura Innes - Dr. Kerry Weaver
- Alex Kingston - Dr. Elizabeth Corday
- Eriq La Salle - Dr. Peter Benton
- Michael Michele - Dr. Cleo Finch
- Goran Višnjić - Dr. Luka Kovac
- Paul McCrane - Dr. Robert Romano
- Erik Palladino - Dr. Dave Malucci
- Ming-Na - Dr. Jing-Mei Chen
- John Doman - Dr. Carl Deraad
- Julianna Margulies - verpleegster Carol Hathaway
- Maura Tierney - verpleegster Abby Lockhart
- Yvette Freeman - verpleegster Haleh Adams
- Ellen Crawford - verpleegster Lydia Wright
- Conni Marie Brazelton - verpleegster Connie Oligario
- Laura Cerón - verpleegster Chuny Marquez
- Deezer D - verpleger Malik McGrath
- Gedde Watanabe - verpleger Yosh Takata
- Lily Mariye - verpleegster Lily Jarvik
- Pamela Sinha - verpleegster Amira
- Montae Russell - ambulancemedewerker Dwight Zadro
- Lyn Alicia Henderson - ambulancemedewerker Pamela Olbes
- Emily Wagner - ambulancemedewerker Doris Pickman
- Demetrius Navarro - Morales

### Gastrollen (selectie)
- Steffani Brass - Shelly Burke
- Jay Underwood - Mr. Burke
- Polly Cole - Claire
- Anne E. Curry - moeder van Claire
- Lincoln Kilpatrick - Chet Fulton
- David Harris - zoon van Chet Fulton
- Brian Tarantina - Joe Barkley
- Bahni Turpin - Mrs. Lattimer
- Brandon Kane - Kenny Lattimer
- Christopher Wiehl - Mr. Lattimer